# Annibale Beretta
Annibale Beretta fue un deportista italiano que compitió en remo. Ganó dos medallas de plata en el Campeonato Europeo de Remo, en los años 1906 y 1907.

## Palmarés internacional
| Campeonato Europeo | Campeonato Europeo    | Campeonato Europeo | Campeonato Europeo |
| Año                | Lugar                 | Medalla            | Prueba             |
| ------------------ | --------------------- | ------------------ | ------------------ |
| 1906               | Pallanza (Italia)     | Medalla de plata   | Cuatro con timonel |
| 1907               | Estrasburgo (Francia) | Medalla de plata   | Dos con timonel    |